# Pinaconota bifasciata
Pinaconota bifasciata är en kackerlacksart som först beskrevs av Henri Saussure 1862.  Pinaconota bifasciata ingår i släktet Pinaconota och familjen jättekackerlackor. Inga underarter finns listade i Catalogue of Life.